# Osterholz-Scharmbeck
Osterholz-Scharmbeck é uma cidade da Alemanha localizada no distrito de Osterholz, estado de Baixa Saxônia.